# Mater dolorosa (Volkach)

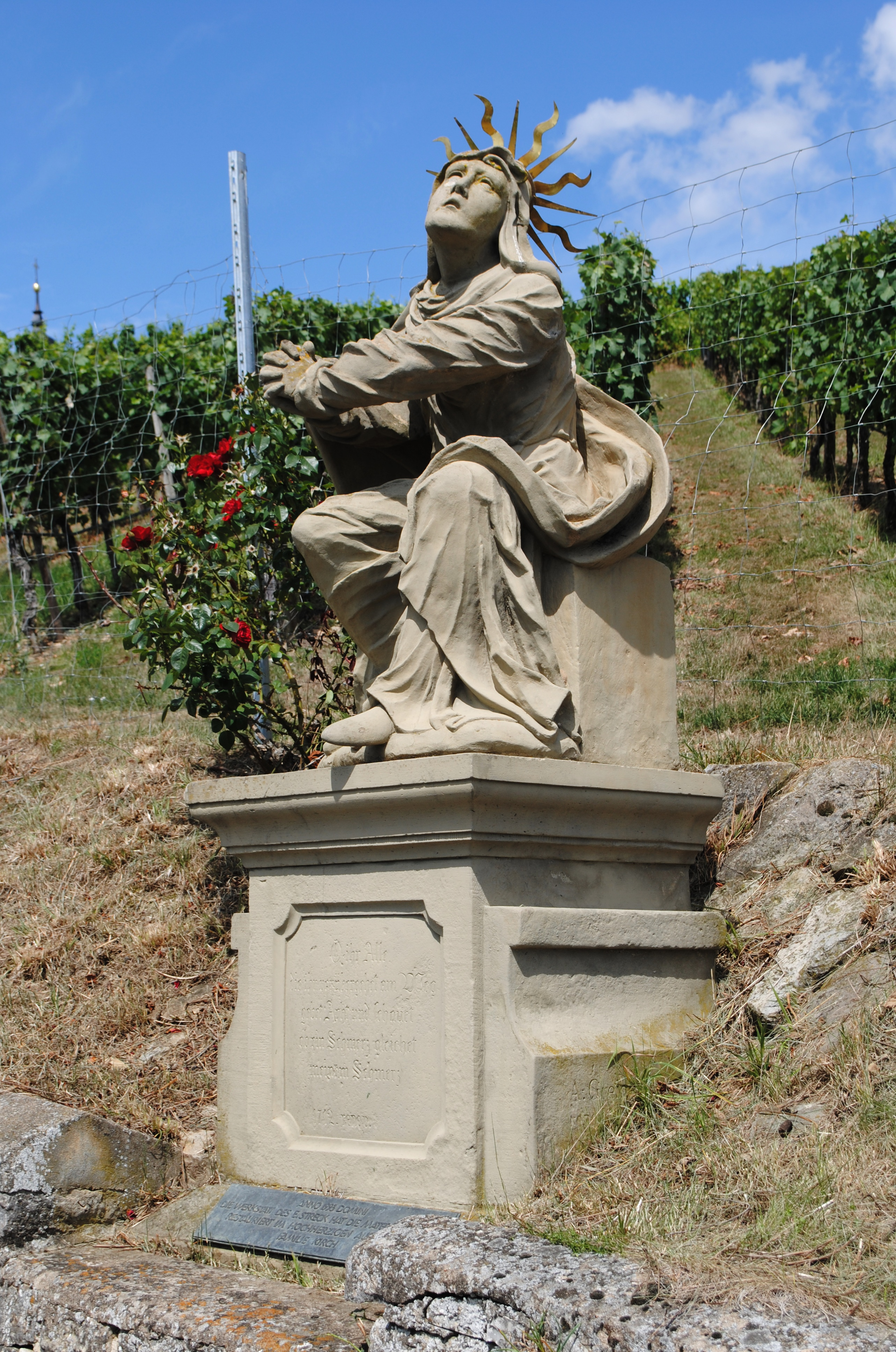
Die Figur in den Weinbergen

Die Mater dolorosa, auch Mariä Schmerz genannte Statue ist eine Marienfigur am Kreuzweg zur Wallfahrtskirche Maria im Weingarten in Volkach.

## Geschichte
Die Figur ist überlebensgroß und entstand im Jahr 1712. Eine Inschrift in ihrem Sockel lautet: „O ihr Alle / die ihr vorübergehet am Weg / gebet Acht und schauet / ob ein Schmerz gleichet / meinem Schmerze“ (Klgl 1,12 ). Nach einer Jahreszahl im Sockel wurde sie im Jahre 1874 renoviert. 1962 ließ A. Greiner die Figur erneut renovieren. 
Bei der letzten Restaurierung im Jahr 1993 entfernte man die Jahreszahl 1874 vom Sockel. Auf einer Metallplatte vor der Figur ist vermerkt: „Anno 1993 Domini / Die Werkstatt des E. Streck hat die Mater Dolorosa / restauriert im hochherzigen Auftrag der / Familie Kirch“. Das Bayerische Landesamt für Denkmalpflege ordnet die Figur als Baudenkmal unter der Nummer D-6-75-174-145 ein.

## Beschreibung
Die Marienfigur aus fränkischem Sandstein ist dem Barock zuzuordnen. Maria, die Passion ihres Sohnes beklagend, sitzt auf einem Steinquader. Das Gesicht ist schmerzverzerrt zum Himmel gerichtet, die Hände sind zum Gebet gefaltet. Ein goldener Heiligenschein aus gewellten Strahlen umgibt den Kopf. Das Gewand wirft Falten. Ein Schwert, das die Brust durchdringt – sonst zum Bildtypus gehörend – fehlt.